# Комарево (Врачанська область)
Комаре́во (болг. Комарево) — село у Врачанській області Болгарії. Входить до складу общини Бяла Слатина.

## Населення
За даними перепису населення 2011 року у селі проживала 231 особа.
Національний склад населення села:
| Національність   | Кількість осіб | Відсоток |
| ---------------- | -------------- | -------- |
| болгари          | 214            | 94,3%    |
| цигани           | 11             | 4,8%     |
| турки            | 0              | 0%       |
| Всього відповіли | 227            |          |

Розподіл населення за віком у 2011 році:
Динаміка населення: